# Улица Склизкова
Улица Склизкова — одна из самых протяжённых улиц Твери, находится в Центральном и Московском районах города.

## География
Улица Склизкова начинается от проспекта Чайковского и идёт в юго-восточном направлении. Пересекает Волоколамский проспект и улицу Терещенко, затем улицы Богданова, 15 лет октября и Орджоникидзе. После дома № 85 на коротком участке изменяет направление на восток, потом снова продолжается на юго-восток. Заканчивается у улицы Михаила Тверского.
Общая протяжённость улицы Склизкова составляет более 3 км.

## История
Первый участок до Бурашевского шоссе (примерно до современного небольшого поворота направо у дома № 38) появился в начале XX века. Назывался Лютеранским переулком по расположенному в его конце Лютеранскому кладбищу (открыто в начале XX века, закрыто в 1949).
Начало улицы было застроено частными домами, затем после небольшого поворота налево застройки до самого кладбища не было. В течение 1920-х годов частными домами была застроена северная сторона. На южной стороне в 1922 году обустроен Тверской ипподром. С 1930 по 1938 годы одновременно с прежним употреблялось новое название — Нацменовский переулок.
В 1938 году утверждено название Манежная улица по ипподрому (манежу). В конце 1930-х годов в начале улицы были построены четырёхэтажные кирпичные жилые дома № 44 и 46 (по проспекту Чайковского).
В течение 1960-х годов была снесена большая часть деревни Бычково, построено большинство жилых домов этой улицы (кирпичные и панельные четырёх- и пятиэтажки), среди которых первая панельная многоэтажка в городе.
Новый участок улицы в конце 1960-х — начале 1970-х годов был застроен панельными пятиэтажками нового микрорайона Чайка.
Современное название улица получила в 1965 году в честь революционера, бывшего председателя уездного комитета РКП(б) Твери, Дмитрия Михайловича Склизкова (1881—1919).
В начале 2000-х годов были снесены последние частные дома этой улицы напротив ипподрома, там построен многоэтажный дом № 10.

## Организации и учреждения
- Гипермаркет «Метро» (ул. Склизкова, д. 122)